# Grande société de Johnson

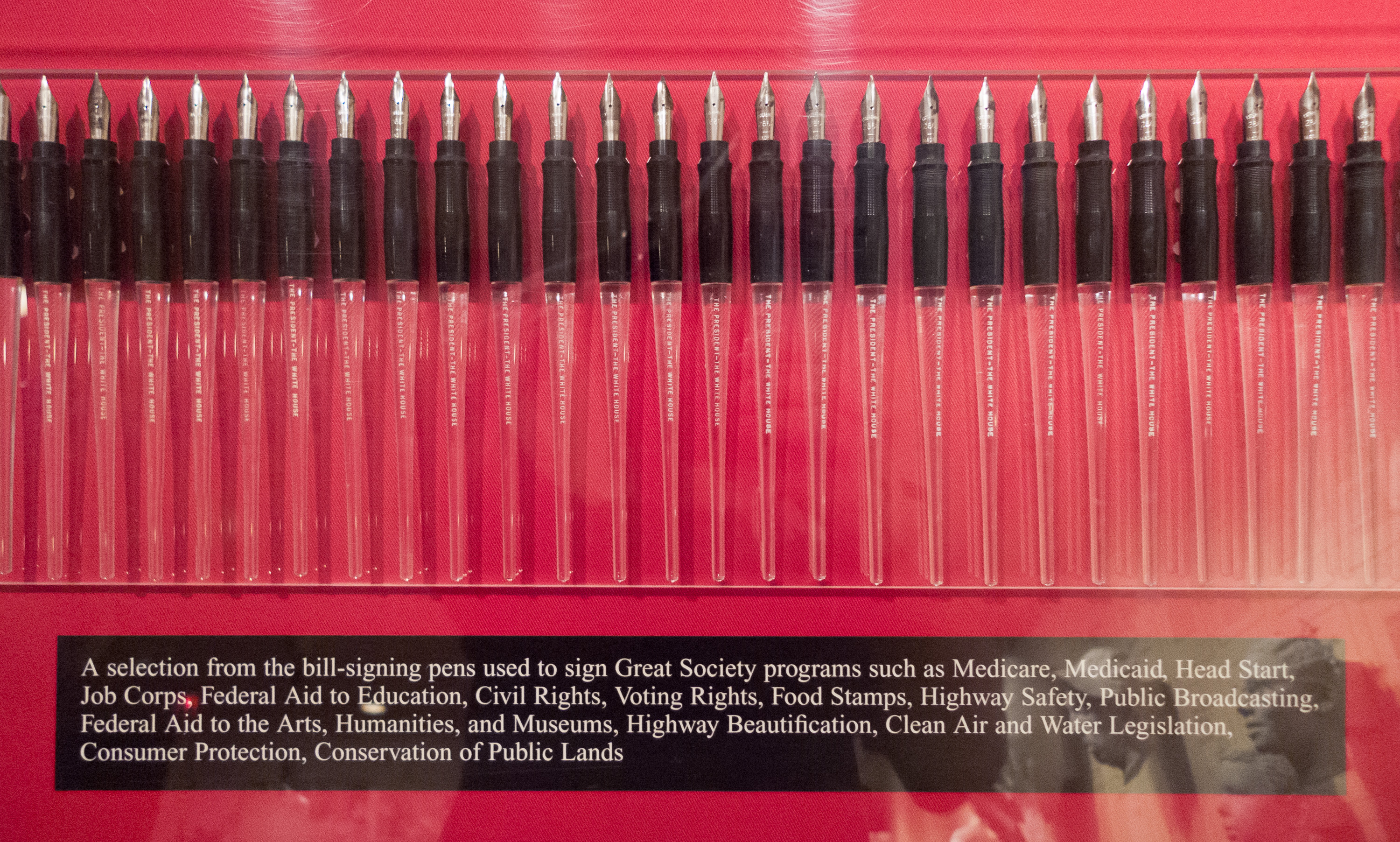
Stylos utilisés par le président Lyndon B. Johnson pour signer la législation de la Grande Société.

La Grande Société (en anglais Great Society) désigne un programme et un ensemble de mesures de politique intérieure  des États-Unis dans les années 1960. Proposée et mise en place par le président Lyndon B. Johnson, elle s'inscrivait dans la continuité de la Nouvelle Frontière de John F. Kennedy dont certaines initiatives étaient dans l'impasse.

## Programme
Les principales décisions prises ont été :
- de fournir une assistance sociale pour les personnes âgées de plus de 65 ans (avec la création de la Medicare), ainsi que pour les plus démunis (avec la création de la Medicaid) ;
- de favoriser l'éducation ;
- de lutter contre les inégalités, notamment contre le racisme, et de promouvoir un monde plus juste ; en particulier, fut voté le Civil Rights Act en 1964, allouant à la population noire des droits qu'elle n'avait pas auparavant.

## Résultats
Les succès de ce plus grand interventionnisme étatique sont mitigés. Il prolonge et intensifie une politique sociale, amorcée sous le président J. F. Kennedy et sa New Frontier, novatrice pour les États-Unis, avec des succès indéniables dans la lutte pour la déségrégation et l'intégration, la baisse de la pauvreté extrême des américains (qui passe de 21 % à 11 % de la population), l'amélioration des infrastructures. Mais l’engagement massif du pays dans le conflit vietnamien à partir de 1965 accapare des ressources considérables au détriment de la politique sociale du président Johnson et provoque une grave division du pays. Finalement, il n'empêche pas que les inégalités et les clivages sociaux demeurent en majorité, à tel point que des mouvements antiségrégationnistes radicaux émergèrent sous Johnson, comme les Black Panthers ou les Black Muslims, dirigés par Malcolm X.